# Móra la Nova
Móra la Nova – gmina w Hiszpanii, w prowincji Tarragona, w Katalonii, o powierzchni 15,79 km². W 2011 roku gmina liczyła 3285 mieszkańców.